# Yehuin
Lago Yehuin – jezioro w południowej Argentynie, na Ziemi Ognistej. Z jeziora wypływa rzeka Río Claro, która zasila jezioro Fagnano. Do Yehuin wpływa rzeka Río In, która łączy je z sąsiednim jeziorem Chepelmut. Okolice jeziora są popularnym miejscem do Trekkingu. Nazwa Yehuin oznacza w języku selk’nam „śpiew”.

## Bibliografia

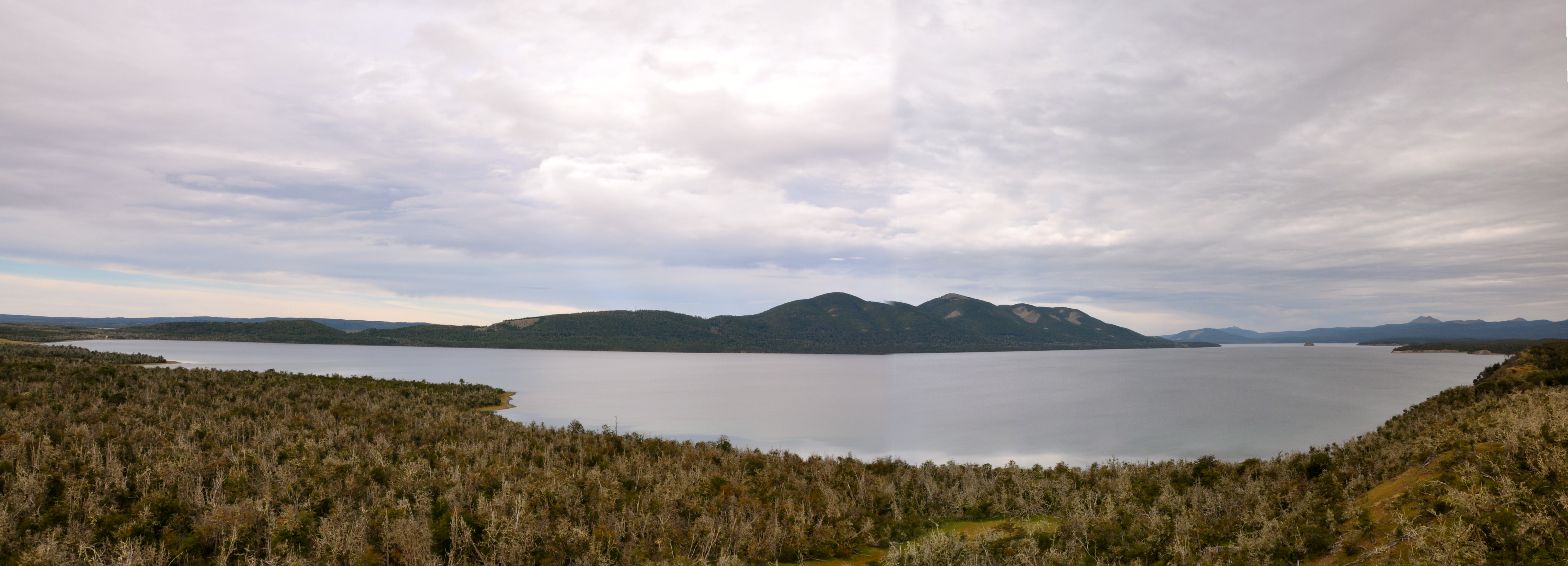
Panorama jeziora